# Michael Becker (Pfarrer)
Michael Becker (* 1949 im Siegerland) ist ein deutscher evangelischer Pfarrer.

## Leben
Becker wuchs auf Norderney und im Fuldaer Land auf.
Nach dem Abitur in Lauterbach (Hessen) studierte er zunächst Sozialpädagogik mit Schwerpunkt Resozialisierung. Später begann er ein Theologiestudium in Hamburg.
Nach seinem Studium war er von 1975 bis 1997 Gemeindepfarrer in Marburg und später an der Bischofskirche St. Martin in Kassel.
Von 1997 bis 2013 war er Rundfunkpfarrer beim Hessischen Rundfunk. Als Rundfunk-Beauftragte der Landeskirche Kurhessen-Waldeck folgte ihm die Pfarrerin Claudia Rudolff.
Seit seiner Pensionierung hält er öfters Predigten in Kassel. Becker ist gelegentlich mit kurzen theologischen Geschichten beim Radiosender hr4 zu hören.
Becker ist Herausgeber der Zeitschrift WERKSTATT für Liturgie und Predigt.

### Privates
Michael Becker ist verheiratet und hat eine Tochter. Er lebt in Kassel.